# Čebín
Čebín är en ort i Tjeckien.   Den ligger i regionen Södra Mähren, i den östra delen av landet, 170 km sydost om huvudstaden Prag. Čebín ligger 281 meter över havet och antalet invånare är 1 632.
Terrängen runt Čebín är kuperad åt nordväst, men åt sydost är den platt. Čebín ligger nere i en dal. Runt Čebín är det mycket tätbefolkat, med 1 573 invånare per kvadratkilometer. Närmaste större samhälle är Brno, 16,1 km sydost om Čebín. Trakten runt Čebín består till största delen av jordbruksmark.